# 第一上海
第一上海投資有限公司，簡稱第一上海投資，以及第一上海（英語：First Shanghai Investments Limited，港交所：0227），在1993年7月15日，由大眾國際投資有限公司更名而來，現時業務從事證券投資、企業融資、股票經紀、物業開發、物業投資、酒店經營、直接投資、投資控股及管理。
曾是申銀萬國證券股份有限公司旗下公司，但已出售，現時由中國資本(控股)有限公司聯營公司，但在2016年1月21日，以104,286,430港元出售予本公司主席，總部位於香港中環德輔道中71號永安集團大廈19樓。主席為勞元一。
2013年6月27日第一上海斥資1500萬歐元（約1.51億港元）收購法國公司Gold及旗下的法國休閒莊園，興建酒店。

## 連結
- FirstShanghai.com.hk （页面存档备份，存于）